# 千奇百怪地球村
《千奇百怪地球村》（義大利語：Mondo cane 2000 - L'incredibile）是一部1988年的紀錄片，由加布里埃萊·克里桑蒂和史特爾維歐·馬西執導。
這部電影在《恐怖的人生》上映兩年後上映。
这部纪录片更多地借鉴了《死亡真面目》这样的电影，而不是人们更熟悉的殘酷紀錄片，展示了残酷的暴力、性、裸体以及各国的一些奇闻异事。

## 内容
影片展示了色情出租车、骄傲游行、色情糕点、儿童卖淫、被迫碾碎古柯葉的兒童（这会在他们的皮肤上造成可怕的伤口）、人皮交易、生病的儿童（非常残忍的场景）。按照电影的传统，连动物也不能幸免，不過对动物的残忍仅限于两个场景：在猴子还活着的时候摘取牠的心臟，以及对另一只猴子的睾丸进行手术以获取睾酮。

## 發行
該片於1988年在意大利電影院上映。1989年由美國無線電公司哥倫比亞影片公司以VHS形式發行。電影尚未發行DVD或藍光光碟版本。
這部電影禁止18歲以下兒童觀看。